# Belize az 1992. évi nyári olimpiai játékokon
Belize a spanyolországi Barcelonában megrendezett 1992. évi nyári olimpiai játékok egyik részt vevő nemzete volt. Az országot az olimpián 2 sportágban 10 sportoló képviselte, akik érmet nem szereztek.

## Atlétika
Férfi
| Versenyző                                          | Versenyszám     | Előfutam      | Előfutam      | Előfutam      | Negyeddöntő | Negyeddöntő | Negyeddöntő | Elődöntő | Elődöntő | Elődöntő | Döntő   | Döntő    |
| Versenyző                                          | Versenyszám     | Idő           | Hely.         | Össz.         | Idő         | Hely.       | Össz.       | Idő      | Hely.    | Össz.    | Idő     | Helyezés |
| -------------------------------------------------- | --------------- | ------------- | ------------- | ------------- | ----------- | ----------- | ----------- | -------- | -------- | -------- | ------- | -------- |
| Emery Gill                                         | 100 m           | 11,51         | 7.            | 75.           | kiesett     | kiesett     | kiesett     | kiesett  | kiesett  | kiesett  | kiesett | kiesett  |
| Michael Joseph                                     | 400 m           | 50,90         | 6.            | 64.           | kiesett     | kiesett     | kiesett     | kiesett  | kiesett  | kiesett  | kiesett | kiesett  |
| John Palacio                                       | 800 m           | kizárták      | kizárták      | kizárták      |             |             |             | kiesett  | kiesett  | kiesett  | kiesett | kiesett  |
| Ian Gray                                           | 1500 m          | nem ért célba | nem ért célba | nem ért célba |             |             |             | kiesett  | kiesett  | kiesett  | kiesett | kiesett  |
| Emery Gill Elston Shaw Michael Joseph John Palacio | 4 × 100 m váltó | kizárták      | kizárták      | kizárták      |             |             |             | kiesett  | kiesett  | kiesett  | kiesett | kiesett  |

| Versenyző   | Versenyszám | Selejtező | Selejtező | Döntő    | Döntő    |
| Versenyző   | Versenyszám | Eredmény  | Helyezés  | Eredmény | Helyezés |
| ----------- | ----------- | --------- | --------- | -------- | -------- |
| Elston Shaw | Távolugrás  | 657 cm    | 44.       | kiesett  | kiesett  |
| Elston Shaw | Hármasugrás | 13,56 m   | 44.       | kiesett  | kiesett  |

## Kerékpározás

### Országúti kerékpározás
Férfi
| Versenyző                                                   | Versenyszám     | Idő             | Helyezés      |
| ----------------------------------------------------------- | --------------- | --------------- | ------------- |
| Douglas Lamb                                                | Mezőnyverseny   | nem ért célba   | nem ért célba |
| Michael Lewis                                               | Mezőnyverseny   | nem ért célba   | nem ért célba |
| Ernest Meighan                                              | Mezőnyverseny   | nem ért célba   | nem ért célba |
| Orlando Chavarria Douglas Lamb Michael Lewis Ernest Meighan | Csapat időfutam | 2:42:38(+40:59) | 27.           |

Női
| Versenyző     | Versenyszám   | Idő           | Helyezés      |
| ------------- | ------------- | ------------- | ------------- |
| Camille Solis | Mezőnyverseny | nem ért célba | nem ért célba |